# 北新書局
北新書局（ほくしんしょきょく）は、中華民国初期に存在した出版社・書店。主に左派寄りの社会科学書・文学書・雑誌を出版・販売した。
1925年、李小峰が創業した。李小峰は魯迅の友人であり、北京大学の新文化運動団体である新潮社出身の人物だった。創業当初は北京の翠花胡同に店舗を置いたが、魯迅主編の雑誌『語絲』を発行したことから、張作霖の北京政府に閉鎖させられ、1927年上海に移った。
1930年代には、国民政府に度々一時閉鎖させられた。まず1931年、中国共産党の地下出版物を販売したことで閉鎖。1932年、出版物の『小猪八戒』が民族・宗教問題に関わるとして閉鎖（南華文芸・北新書局事件）。1934年には、出版物の魯迅らの作品が政府の禁書リストに含まれた。
創業当初から、魯迅の作品や魯迅が再評価した『遊仙窟』などを出版している。1929年には、運営の杜撰さなどから魯迅と不和に陥るが、郁達夫と章廷謙の仲裁で和解した。
同時代の商務印書館・中華書局・開明書店などと同様、日本書の中国語訳も出版した。主に堺利彦・高畠素之・河上肇・林癸未夫・波多野鼎・昇曙夢・菊池寛・板垣鷹穂・二階堂招久らの社会科学書・文学書の中国語訳を出版した。
1950年代には、共産党政府により出版業界全体の再編が進められ、北新書局は四聯出版社のち上海文化出版社に編入された。